# Era dell'informazione
Era dell'informazione è un nome dato ad un periodo successivo all'era industriale e precedente a quello dell'economia della conoscenza, caratterizzato dall'avvento della società dell'informazione. Il termine è applicato al periodo successivo agli anni 1970-80 quando la velocità di trasferimento dell'informazione divenne maggiore di quella del normale trasferimento fisico nel mondo reale.
Secondo la convenzionale teoria economica, l'Era dell'Informazione è pure considerata l'epoca in cui l'informazione era una risorsa scarsa e la sua cattura e distribuzione generava un vantaggio competitivo. La Microsoft divenne una delle più grandi aziende del mondo a basare la sua influenza sulla creazione e sulla meccanica nascosta di facilitare la distribuzione di informazione. È stato stimato che l'Era dell'informazione sia durata approssimativamente dal 1971 al 1991. Un'altra tesi è che questa iniziò alla fine della seconda metà del XIX secolo con l'invenzione del telefono e del telegrafo. Il termine è spesso usato congiuntamente al termine società post-industriale.
Quando l'informazione cessò di essere scarsa, iniziò l'Economia della Conoscenza. L'Economia dell'Informazione cominciò attorno al 1991 per continuare approssimativamente fino al 2002.  La corrente economica è definita Economia Intangibile. Nell'Economia Intangibile, quattro fattori di produzione - bene di conoscenza (cosa la gente conosce ed utilizza), bene di collaborazione (la gente con la quale si interagisce per creare valore), bene di fidelizzazione (il livello di energia e di impegno delle persone), la qualità del tempo (quanto velocemente il valore è creato) sono le quattro risorse chiave da cui l'attività economica ed il vantaggio competitivo sono in primo luogo derivati e distribuiti oggi. È utile capire che Google è adesso un serio concorrente della Microsoft e si basa sui principi dell'Economia Intangibile per eseguire le sue operazioni.

## Storia

### Stadi iniziali
Nel 1837 Samuel Morse creò un dispositivo che convertiva il movimento fisico in impulsi elettrici che potevano viaggiare attraverso larghe distanze. Nel 1844, il telegrafo era utilizzato per trasmettere dati attraverso la linea telegrafica sperimentale tra Washington e Baltimora. Circa 20 anni più tardi, nel 1858, i primi cavi telegrafici furono posati sul fondo dell'Oceano Atlantico, ma non riuscirono a rimanere attivi, in ogni caso un servizio ininterrotto iniziò nel 1866.
Questa invenzione catalizzò la creazione di una serie di dispositivi utilizzati per l'elaborazione dell'informazione, la macchina per scrivere, il calcolatore meccanico, ed infine, il telefono nel 1876.
L'abilità di distribuire grandi quantitativi di materiale stampato creò le basi per la trasmissione di informazione per cambiare il comportamento sociale ed economico.
I telefoni e le telescriventi furono parte dell'infrastruttura della crescita dei Mercati azionari, così come pure l'abilità di commerciare metalli preziosi, come l'oro. Fu il telegrafo che permise alla notizia dell'esplosione del Krakatoa di diffondersi rapidamente nel mondo.
La registrazione aggiunse altre modalità di distribuzione: in particolare dell'informazione sonora. In ogni caso, la distribuzione avveniva soprattutto tra persona e persona, come nel telegrafo, o tramite la distribuzione di un oggetto fisico. Dato che gli oggetti fisici non potevano essere trasportati così velocemente come i segnali elettrici, lo stadio successivo della tecnologia dell'informazione fu quella di essere capaci di trasmettere informazione pure, come faceva il telegrafo, come con una ricezione di massa.

### Trasmissione dell'informazione
Le tecnologie dell'informazione del XIX secolo permisero una più rapida e ampia disseminazione dell'informazione, rispetto a quanto possibile in precedenza. Comunque, alla fine questa informazione doveva essere ridotta alla stessa forma che aveva avuto per secoli: la carta, i cui analoghi risalgono alle tavolette di argilla o alla pietra. Con lo sviluppo di quella che venne chiamata trasmissione senza fili, combinata alla capacità di trasmettere voce e suoni del telefono, e alle tecnologie di registrazione, iniziò la nascita di un nuovo media, che pose nelle mani degli individui un diverso risultato finale. Queste tecnologie avrebbero in ultimo prodotto la radio.

### 1969-1989: L'emergere dei computer
Seguì la televisione, che permetteva di mostrare immagini assieme ai suoni. Mentre la radio portò gli eventi mondiali nelle nostre case, fu la televisione che portò a molti le prime immagini del mondo. Le televisioni vennero usate inizialmente come modo per ottenere informazioni e notizie da altri luoghi, ma divennero rapidamente un importante mezzo di intrattenimento, oltre che un utile strumento per l'apprendimento. Contrariamente alla radio, la televisione portò con sé un'intera nuova industria di fornitori di contenuti. Non solo esistevano stazioni che producevano i propri spettacoli, ma l'industria delle trasmissioni permise alle famiglie di ricevere sempre più canali. Con i successivi progressi tecnologici, servizi diretti come la televisione via cavo e quella satellitare, fornirono contenuti sempre più ampi e variegati.
Con le tecnologie di registrazione e di trasmissione, e con i primi computer, non ci volle molto perché il progresso scientifico fondesse insieme questi aspetti nel nuovo campo della tecnologia dell'informazione. Essa consiste dell'uso della tecnologia per aumentare la velocità e l'efficienza del trasferimento di informazione. L'era dell'informazione continua ancora oggi, e avanzamenti tecnologici quali telefono cellulare, connessioni ad alta velocità e Voice over IP hanno cambiato lo stile di vita delle persone in tutto il mondo e fatto sorgere nuove industrie che operano nel controllo e nella fornitura di informazioni.
Inizialmente i computer erano ingombranti, costosi, e disponibili solo a università e grandi industrie. Prima degli anni 1990, molte scoperte nella tecnologia dell'informazione vennero portate avanti da ricercatori a tempo pieno che avevano accesso a equipaggiamenti costosi. Negli anni 1980, comunque, iniziarono ad essere disponibili piccoli computer. Un personal computer (o PC) è in genere un microcomputer inteso per essere utilizzato da una sola persona alla volta, adatto a compiti generici come ad esempio l'elaborazione di testi, la programmazione, o i videogiochi, e viene solitamente impiegato per eseguire software acquistato o comunque non scritto dall'utente. Contrariamente ai minicomputer, un personal computer è spesso di proprietà della persona che lo utilizza, il che indica un basso prezzo di acquisto e semplicità di utilizzo. L'utente di un moderno personal computer può avere una conoscenza significativa dell'ambiente operativo e dei programmi applicativi, ma non è necessariamente interessato nella programmazione o non è in grado di scrivere programmi per computer. Il termine PC venne reso popolare dalla Apple Computer e ben presto molte altre aziende iniziarono a offrire personal computer. La IBM sviluppò il primo personal computer a standard aperto (l'IBM PC lanciato sul mercato statunitense nel 1981, e sui mercati europei nel 1982/1983), che standardizzò lo sviluppo del software. Per la prima volta nella storia si disponeva di PC che usavano sistemi operativi simili, che permettevano agli utenti di comunicare usando la stessa piattaforma. Poco dopo si ebbe la nascita di quella che conosciamo come l'odierna tecnologia dell'informazione; personal computer presenti nelle nostre case, che utilizzano apparati di comunicazione noti col nome di modem per accedere a informazioni presenti su server remoti. Le prime incarnazioni di questi furono i server dei BBS, messi in funzione da strutture educative o anche da singoli individui, per immagazzinare informazioni e permettere discussioni tramite chat e messaggi.

### 1989-oggi: L'invenzione del World Wide Web e la rivoluzione digitale
Internet fu originalmente concepito come una rete distribuita, a prova di errore, che potesse connettere computer tra di loro ed essere resistente ad un ipotetico attacco nucleare operato verso gli Stati Uniti. Fu creato principalmente dalla DARPA; le sue funzioni iniziali furono la posta elettronica ed il trasferimento di file.
Con l'invenzione del World Wide Web nel 1989 da parte dei Tim Berners Lee, ricercatore del Cern di Ginevra, Internet diventò una rete globale. Adesso, Internet è il principale luogo per l'accelerazione del flusso di informazione di una certa rilevanza.
Rivoluzione digitale è un neologismo che descrive gli effetti della rapida caduta dei costi della rapida espansione della potenza dei dispositivi digitali come computer, personal video recorder e nelle telecomunicazioni (ad esempio telefonini e GPS). Ciò comporta cambiamenti nella tecnologia e nella società ed è frequentemente utilizzato per riferirsi alle problematiche che sorgono quando queste tecnologie sono largamente utilizzate.
Alcune ditte come la Forrester Research hanno come specifico scopo lo studio degli effetti che la tecnologia ha sulla società.